# ریموند هورنبرگر
ریموند هورنبرگر (انگلیسی: Raymond Hornberger; ۲۳ دسامبر ۱۸۹۸ – ۲۸ مهٔ ۱۹۷۶) بازیکن فوتبال اهل ایالات متحده آمریکا بود.
وی همچنین در تیم ملی فوتبال ایالات متحده آمریکا بازی کرده‌است.